# Sanitarium adventiste de River Plate
Le sanitarium adventiste de River Plate (en espagnol, Sanatorio Adventista del Plata) est un centre hospitalier adventiste situé dans le village de Libertador San Martín, dans la province d'Entre Ríos en Argentine. C’est la première institution médicale adventiste d’Amérique du Sud.

## Histoire

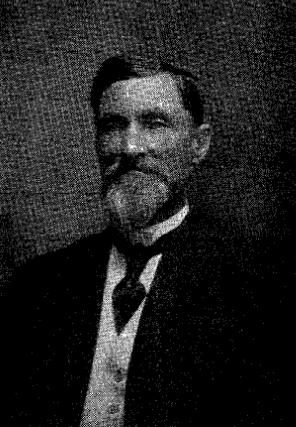
Ole Oppegard, infirmier

En 1895, Ole Oppegard, un infirmier formé au Sanitarium de Battle Creek dans le Michigan, arriva en Argentine et enseigna aux indigènes les principes de la santé préconisés par l'Église adventiste.
Puis en 1901, Dr. Robert Habenicht, le premier médecin adventiste à exercer en Amérique du Sud (aussi formé au Sanitarium de Battle Creek), commença à soigner des patients à proximité de l'école adventiste de River Plate (aujourd'hui l'université adventiste de River Plate). Il passa une grande partie de son temps à voyager sur des chariots tirés par des chevaux, appartenant à des fermiers immigrants russes qui habitaient loin dans le pays, dans la province d'Entre Ríos,,.
À la recherche d'une aide médicale compétente, de nombreux patients vinrent voir Dr Habenicht, qui n'eut pas d'autre choix que de les opérer sur sa table de cuisine pour leur sauver la vie. Après les opérations chirurgicales, il couchait les patients dans les lits de ses propres enfants, aussi ceux-ci dormaient sur le sol,,.
En 1908, Dr Habenicht fonda le Sanitarium de River Plate (qui possédait seulement six lits). L'établissement fonctionna en partenariat avec le College de River Plate et forma de nombreux infirmiers, qui exercèrent par la suite à travers l'Amérique du Sud,,.

## Services

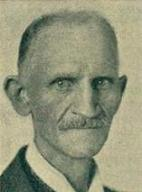
Dr Robert Habenicht, fondateur du Sanitarium adventiste de River Plate

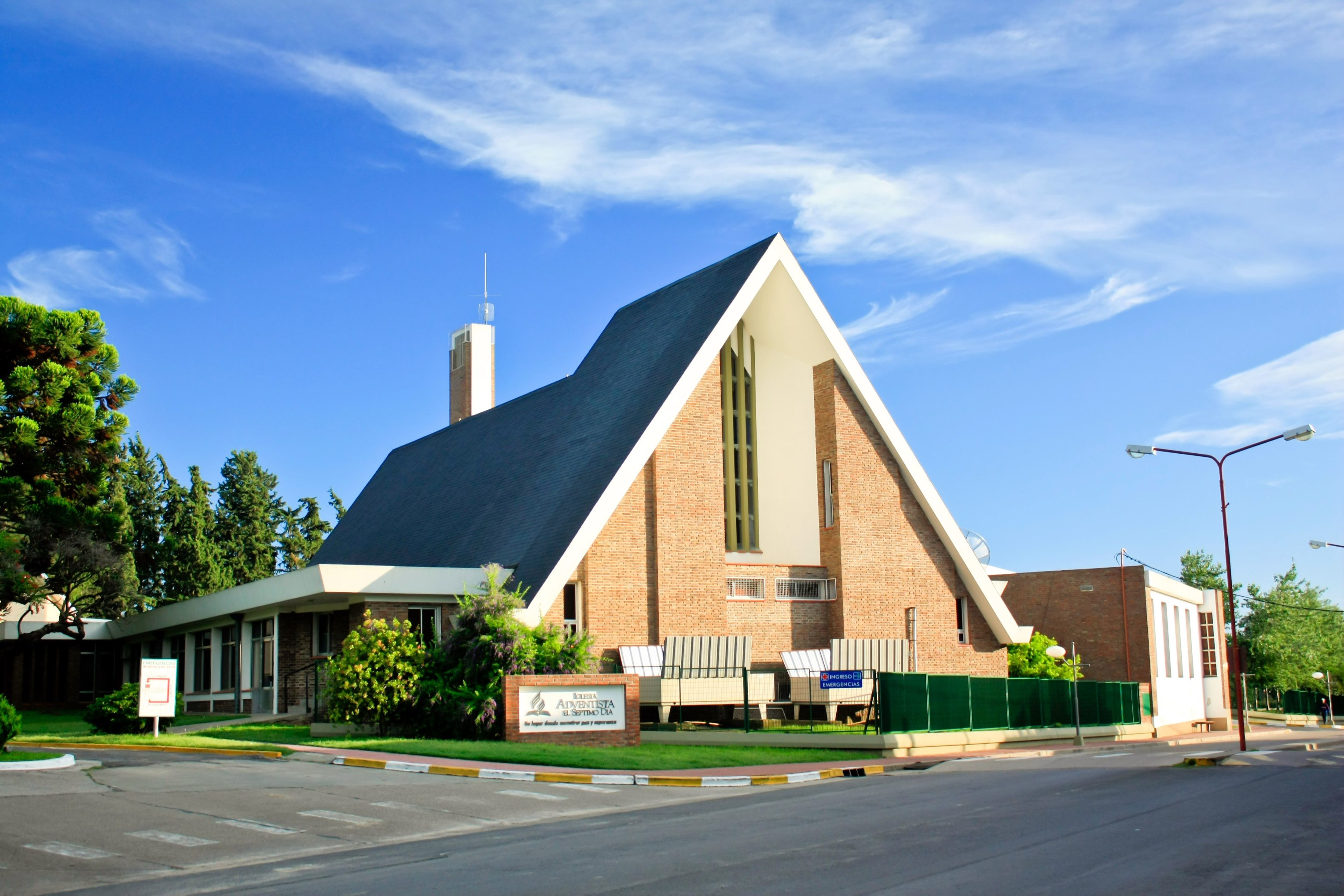
Eglise du Sanitarium de River Plate

Le sanitarium adventiste de River Plate allie la médecine préventive à la médecine curative. Il possède la technologie médicale la plus poussée de la province d'Entre Ríos, des résidences confortables, des espaces de promenade et d'exercice physique (avec un parc et des jardins), et offre « toutes les spécialités en médecine », entre autres :
- traitement des allergies, des pathologies anatomiques, anesthésie, bien-être mental, cardiologie, chirurgie générale, neurochirurgie, chirurgie réparatrice et esthétique, dermatologie, médecine nucléaire, sexologie clinique, endocrinologie, gastroentérologie, gynécologie, obstétrique, kinésithérapie, neurologie, nutrition, odontologie, ophtalmologie, oncologie, pédiatrie, radiologie, rhumatologie, thérapie intensive, traumatologie, urologie, lymphologie.

À Libertador San Martín, le sanitarium fonctionne en connexion avec le « Centre adventiste de la vie saine » (65 lits) et l'université adventiste de River Plate qui forme des étudiants en médecine et infirmerie en provenance de toute l'Amérique du Sud. Le sanitarium poursuit son développement en se dotant d'équipements et de laboratoires supplémentaires pour la pratique médicale et la recherche,.